# Кибернетическое искусство
Кибернетическое искусство (англ. cybernetic art) ― направление в современном искусстве, которое опирается на наследие кибернетики.

## История
Скульптурная композиция CYSP I (1956) Николя Шеффера, возможно, является первым произведением искусства, в котором явно были применены кибернетические принципы. Британский художник Рой Аскотт разработал общую теорию кибернетического искусства в своих эссе «Искусство бихевиоризма и кибернетическое видение» (1966) и «Кибернетическая позиция: мой процесс и цель» (1968). Историк искусства Эдвард А. Шанкен также написал ряд эссе о кибернетическом искусстве, в том числе «Кибернетика и искусство: культурная конвергенция в 1960-е годы Архивная копия от 29 декабря 2016 на Wayback Machine» и «От кибернетики к телематике: искусство, педагогика и теория Роя Эскотта» (2003). Последняя работа прослеживает траекторию творчества британского художника Роя Эскотта от его увлечения кибернетическим искусством до перехода к телематическому искусству.
Акустическая обратная связь и использование магнитных лент, синтез звука и сгенерированных компьютером композиций ― всё это отражает кибернетическое искусство и его подход к пониманию информации, электронных систем и циклов. Все эти техники получили широкое распространение в 1960-х годах в музыкальной индустрии. Визуальные эффекты акустической обратной связи стали предметом художественных исследований в конце 1960-х годов, когда видеооборудование впервые вышло на широкий потребительский рынок. Стейна и Вуди Васулька, например, использовали «всевозможные комбинации аудио и видео сигналов для генерирования электронной обратной связи в соответствующей им среде».
Среди главных деятелей кибернетического искусства выделяют Эдварда Игнатовича, Вэнь-Ин-Цая, Гордона Паска, Роберта Бриера и Жан Тенгели, чьи работы были посвящены теме киборгов и связей между живыми людьми и технологиям. Развитая теория кибернетического искусства появилась к концу 1960-х годов: самый большой вклад здесь внесли такие писатели, как Джонатан Бентхолл и Джин Янгблад. Однако наиболее значительными теоретиками данного течения являются британский художник и теоретик Рой Эскотт с его эссе «Искусство бихевиоризма и кибернетическое видение», опубликованном в журнале Cybernetica (1976), а также американский критик и теоретик Джек Бернхем. Последний в своём сочинении «За пределами современной скульптуры» превращает кибернетическое искусство в обширную теорию, основанную на стремлении искусства имитировать жизнь посредством обращения к современным технологиям и в конечном итоге воспроизводить её.
Среди прочих ведущих теоретиков истории кибернетического искусства называют Кристиана Пола, Фрэнка Поппера, Кристин Бучи- Глуксманн, Доминика Мулона, Роберта С. Моргана, Роя Эскотта, Марго Лавджой, Эдмонда Кушо, Фреда Фореста и Эдварда А. Шанкена.